# 親油性
親油性（しんゆせい、英語: lipophilicity）とは、化合物などが、油や非極性溶媒に溶けやすい性質のことである。
親油性の高い物質は人体や繊維などが持つ親油性の部分になじみやすく、水との親和性は低い。
そのため親油性の高い物質は水で洗い流すことが困難である。
つまり「頑固な油汚れ」と俗称される物は親油性の高く、水だけでは落ちにくい汚れということになる。
このような汚れは界面活性剤を混ぜた水でミセル内に取り込むか、有機溶媒で洗う必要がある（ドライクリーニング）。
「親油性」という用語は、「疎水性」とほぼ同義なものとして言い換えが可能な場合が多い。化学的な詳細は疎水性 を参照のこと。